# Vera Nikolić
Vera Nikolić (Grabovica, 23 settembre 1948 – Belgrado, 28 giugno 2021) è stata una mezzofondista jugoslava, due volte campionessa europea degli 800 metri piani.

## Biografia
Nel 1964, all'età di 16 anni, Nikolić divenne campionessa juniores di cross jugoslava e dei Balcani. In estate stabilì il record nazionale juniores dei 400 metri in 57"3, bissato con un 2'14"4 negli 800 m. A Budapest nel 1966, pur essendo ancora una juniores, divenne campionessa europea degli 800 metri in 2'02"8, con il record nazionale e la miglior prestazione mondiale stagionale. Due settimane dopo vinse anche il titolo juniores.
La Nikolić ottenne un grande risultato alla sua prima corsa sul tartan al Crystal Palace di Londra il 20 luglio 1968, quando stabilì il primato mondiale con 2'00"5. All'Europeo dell'anno dopo fu però solo bronzo, prima di tornare campionessa nel 1971 con 2 minuti netti.
Il suo miglior risultato olimpico è stato ai Giochi di Monaco 1972, dove fu quinta con il personale di 1'59"6.
Il 28 giugno 2021 si è spenta in un ospedale di Belgrado. Aveva 73 anni.